# Dicamptodon
Dicamptodon es un género de anfibios caudados compuesto por cuatro especies endémicas de Norteamérica.

## Especies
Se reconocen las siguientes según ASW:
- Dicamptodon aterrimus (Cope, 1868)
- Dicamptodon copei Nussbaum, 1970
- Dicamptodon ensatus (Eschscholtz, 1833)
- Dicamptodon tenebrosus (Baird & Girard, 1852)